# Edward Linley Sambourne
Edward Linley Sambourne (Londen, 4 januari 1844 - aldaar, 3 augustus 1910) was een Brits cartoonist en illustrator.

## Biografie

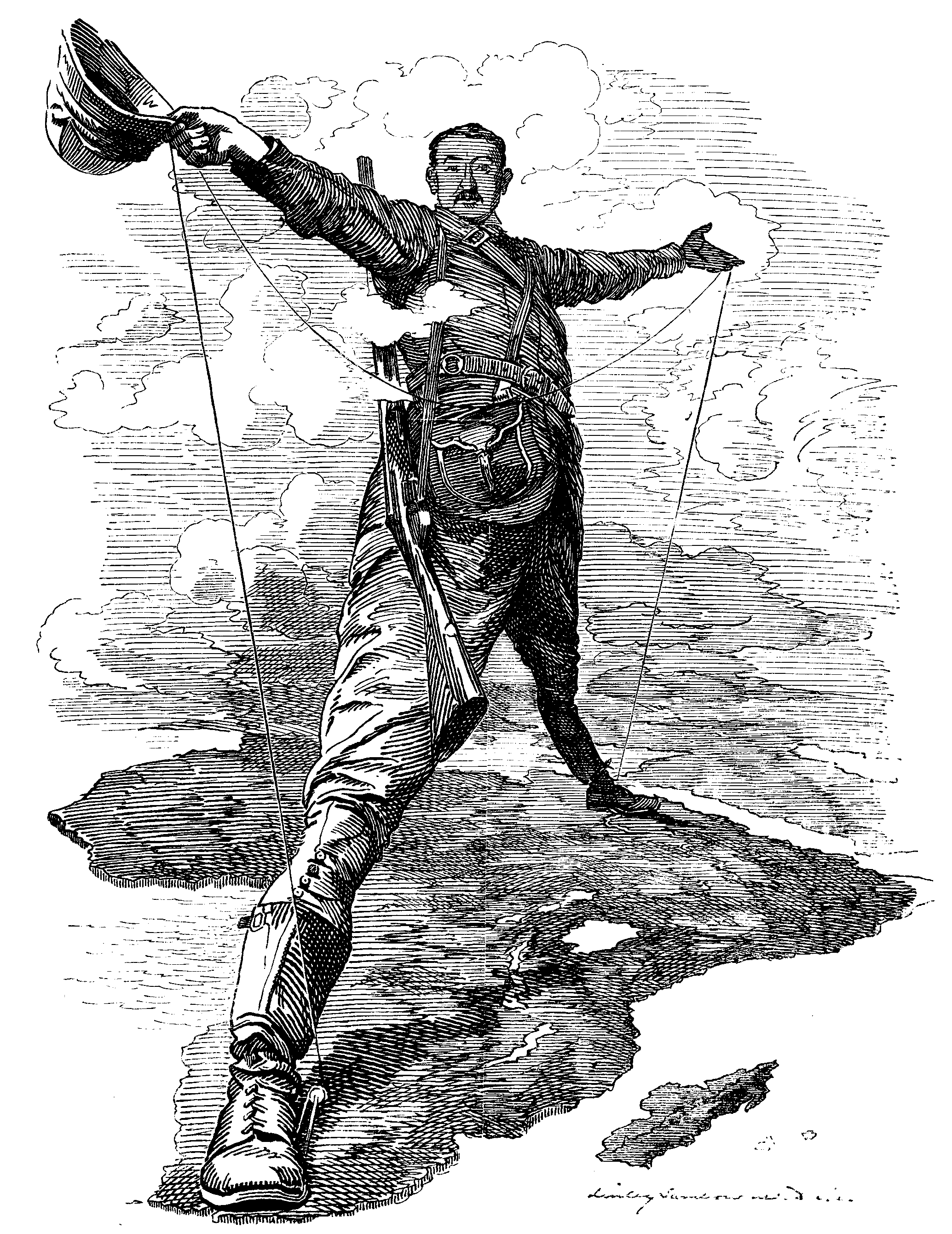
The Rhodes Colossus Striding from Cape Town to Cairo, een spotprent van Cecil Rhodes naar de hand van Sambourne, 1892.

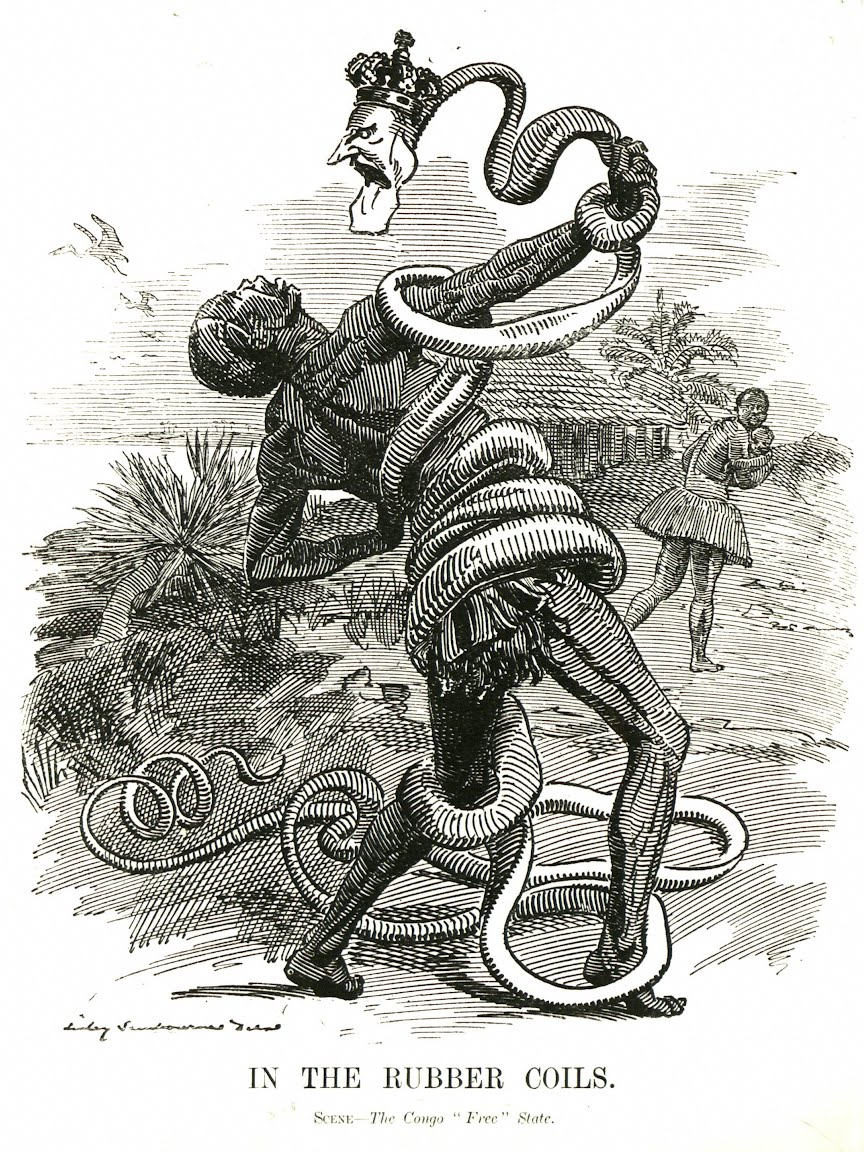
In The Rubber Coils. Scene - The Congo 'Free' State, een spotprent waarin koning Leopold II van België als een slang een Congolees in bedwang houdt, 1906.

Sambourne werd het meest bekend was als tekenaar voor het satirische tijdschrift Punch gedurende meer dan veertig jaar. In de laatste tien jaar van zijn carrière klom hij op tot de positie van 'First Cartoonist'. Hij was ook een overgrootvader van Antony Armstrong-Jones, die de echtgenoot was van de Britse prinses Margaret, de jongere zus van de Britse koningin Elizabeth II.
- Art Gallery of South Australia: 10680
- Biblioteca Nacional de España: XX4686037
- Bibliothèque nationale de France: cb16506669x (data)
- Catàleg d'autoritats de noms i títols de Catalunya: 981058529730806706
- Gemeinsame Normdatei: 122365100
- International Standard Name Identifier: 0000 0001 1577 4840
- Library of Congress Control Number: n85038576
- National Gallery of Victoria: 3863
- Nederlandse Thesaurus van Auteursnamen: 142217417
- RKD-Nederlands Instituut voor Kunstgeschiedenis: 69493
- SNAC: w6b30zb1
- Système universitaire de documentation: 092292283
- Union List of Artist Names: 500010494
- Virtual International Authority File: 89860819
- WorldCat: E39PBJdmpHd33kPKjbtTwdwHmd